# Liste der Straßennamen in Lissabon/Santa Maria dos Olivais
Die Liste der Straßennamen in Lissabon/Santa Maria dos Olivais listet Namen von Straßen und Plätzen der Freguesia Olivais der portugiesischen Hauptstadt Lissabon auf und führt dabei auch die Bedeutungen und Umstände der Namensgebung an. Aktuell gültige Straßenbezeichnungen sind in Normalschrift angegeben, nach Umbenennung oder Überbauung nicht mehr gültige Bezeichnungen in Kursivschrift.

## Straßen in alphabetischer Reihenfolge
- Alameda da Encarnação
1950 benannt nach dem Stadtviertel Encarnação
- Alameda das Comunidades Portuguesas
1988 benannt nach der Gemeinschaft der im Ausland lebenden Portugiesen
- Alameda dos Oceanos
2009 benannt nach den Ozeanen, dem Thema der Weltausstellung 1998
- Avenida Cidade de Lourenço Marques
1967 benannt nach der Stadt Lourenço Marques, Hauptstadt der portugiesischen Kolonie Mosambik
- Avenida Cidade de Luanda
1969 benannt nach der Stadt Luanda, Hauptstadt der portugiesischen Kolonie Angola
- Avenida Cidade do Porto
1969 benannt nach der Stadt Porto
- Avenida D. João II
2009 benannt nach dem portugiesischen König Johann II.
- Avenida da Boa Esperança
2009 benannt nach dem Kap der Guten Hoffnung
- Avenida de Berlim
1964 benannt nach der deutschen Stadt Berlin
- Avenida de Pádua
1966 benannt nach der italienischen Stadt Padua
- Avenida de Ulisses
2009 benannt nach Odysseus, Held der griechischen Mythologie
- Avenida do Atlântico
2009 benannt nach dem Atlantischen Ozean
- Avenida do Índico
2009 benannt nach dem Indischen Ozean
- Avenida do Mediterrâneo
2009 benannt nach dem Mittelmeer
- Avenida do Pacífico
2009 benannt nach dem Pazifischen Ozean
- Avenida Doutor Alfredo Bensaúde
1968 benannt nach dem Mineralogen Alfredo Bensaúde (1856–1941)
- Avenida Dr. Francisco Luís Gomes
1970 benannt nach dem Arzt, Autor und Politiker Francisco Luís Gomes (1829–1869)
- Avenida Fernando Pessoa ao Parque das Nações
2009 benannt nach dem Dichter Fernando Pessoa (1888–1935)
- Avenida Infante Dom Henrique
1948 benannt nach dem portugiesischen Prinzen Heinrich der Seefahrer (1394–1460)
- Avenida Marechal Craveiro Lopes
1970 benannt nach dem General und Staatspräsidenten Francisco Craveiro Lopes (1894–1964)
- Avenida Marechal Gomes da Costa
1966 benannt nach dem General und Ministerpräsidenten Manuel de Oliveira Gomes da Costa (1863–1929)
- Azinhaga da Alagueza
- Azinhaga da Fonte (aos Olivais)
- Azinhaga da Quinta das Courelas
- Azinhaga do Casquilho
- Azinhaga do Forno Novo
- Azinhaga dos Ingleses
- Azinhaga dos Moinhos
- Cabeço das Rolas
- Cais das Naus
- Cais do Olival
- Cais dos Argonautas
- Cais Português
- Calçadinha dos Olivais
- Caminho do Arboreto
- Caminho dos Pinheiros ao Parque das Nações
- Circular Norte do Bairro da Encarnação
- Circular Sul do Bairro da Encarnação
- Esplanada D. Carlos I ao Parque das Nações
- Estacada do Arboreto
- Estrada da Circunvalação
- Estrada de Moscavide
- Jardim dos Jacarandás
- Jardim de Água
- Jardim Garcia de Orta ao Parque das Nações
- Jardins Ribeirinhos
- Largo Américo Rosa Guimarães
- Largo Bartolomeu Dias ao Parque das Nações
- Largo Calderon Dinis
- Largo Castro Soromenho
- Largo Diogo Cão ao Parque das Nações
- Largo do Nautilus
- Largo dos Arautos
- Largo Jaime Carvalho
- Largo Maria Judite de Carvalho
- Largo Primeiro Tentente João Rodrigues de Moura
- Largo Ramada Curto
- Passeio da Nau Catrineta
- Passeio das Fragatas
- Passeio das Musas
- Passeio das Tágides
- Passeio de Neptuno
- Passeio de Ulisses
- Passeio do Adamastor
- Passeio do Báltico
- Passeio do Campo da Bola
- Passeio do Cantábrico
- Passeio do Tejo
- Passeio dos Argonautas
- Passeio dos Aventureiros
- Passeio dos Cruzados
- Passeio dos Fenícios
- Passeio dos Heróis do Mar
- Passeio dos Jacarandás
- Passeio dos Navegadores
- Passeio Júlio Verne
- Pátio das Fragatas
- Pátio das Galeotas ao Parque das Nações
- Pátio das Pirogas
- Pátio dos Escaleres ao Parque das Nações
- Porta do Mar
- Porta do Tejo
- Praça Baden Powell
- Praça Carlos Ramos
- Praça Cidade de Dili
- Praça Cidade de Salazar
- Praça Cidade de São Salvador
- Praça Cidade do Luso
- Praça Cottinelli Telmo
- Praça da Viscondessa dos Olivais
- Praça das Casas Novas
- Praça de Bilene
- Praça de Chinde
- Praça do Aeroporto
- Praça do Norte
- Praça do Oriente
- Praça do Tejo
- Praça do Venturoso
- Praça Faria da Costa
- Praça José Queirós
- Praça Mota Veiga
- Praça Príncipe Perfeito
- Praceta Adolfo Ayala
- Rossio dos Olivais
- Rotunda da Expo 98
- Rotunda dos Vice-Reis
- Rua Acúrsio Pereira
- Rua Alberto MacBride
- Rua Alferes Barrilaro Ruas
- Rua Alferes Carvalho Pereira
- Rua Alferes Mota da Costa
- Rua Alferes Santos Sasso
- Rua Alfredo Franco
- Rua Alfredo Portela Santos
- Rua Almada Negreiros
- Rua Alves Gouveia
- Rua Américo de Jesus Fernandes
- Rua António Variações
- Rua Câmara Reis
- Rua Cândido de Oliveira
- Rua Capitão Santiago de Carvalho
- Rua Capitão Tenente Oliveira e Carmo
- Rua Carlos Daniel
- Rua Carlos George
- Rua Carlos Paião
- Rua Catorze (Bairro da Encarnação)
- Rua Cidade da Beira
- Rua Cidade da Praia
- Rua Cidade de Bafatá
- Rua Cidade de Benguela
- Rua Cidade de Bissau
- Rua Cidade de Bolama
- Rua Cidade de Cabinda
- Rua Cidade de Carmona
- Rua Cidade de Gabela
- Rua Cidade de Inhambane
- Rua Cidade de João Belo
- Rua Cidade de Lobito
- Rua Cidade de Malanje
- Rua Cidade de Margão
- Rua Cidade de Moçâmedes
- Rua Cidade de Nampula
- Rua Cidade de Nova Lisboa
- Rua Cidade de Novo Redondo
- Rua Cidade de Porto Alexandre
- Rua Cidade de Porto Amélia
- Rua Cidade de Quelimane
- Rua Cidade de Tete
- Rua Cidade de Vila Cabral
- Rua Cidade do Negage
- Rua Cinco (Bairro da Encarnação)
- Rua Comandante Cousteau
- Rua Contra-Almirante Armando Ferraz
- Rua Corsário das Ilhas
- Rua Costa Malheiro
- Rua da Centieira
- Rua da Nau Catrineta
- Rua da Pimenta
- Rua da Portela
- Rua da Quinta da Fonte
- Rua da Quinta de Santa Maria
- Rua da Quinta do Morgado
- Rua da Vila Pery
- Rua das Bússolas
- Rua das Caravelas
- Rua das Courelas
- Rua das Escolas
- Rua das Galés
- Rua das Musas
- Rua das Urcas
- Rua de Baixo Limpopo
- Rua de Chibuto
- Rua de Macia
- Rua de Manhiça
- Rua de Manica
- Rua de Manjacaze
- Rua de Marracuene
- Rua de Matola
- Rua de Mocímboa da Praia
- Rua de Montepuez
- Rua de Moscavide ao Parque das Nações
- Rua de Vila Alferes Chamusca
- Rua de Vila Fontes
- Rua de Vila Sena
- Rua Dez (Bairro da Encarnação)
- Rua Dezanove (Bairro da Encarnação)
- Rua Dezasseis (Bairro da Encarnação)
- Rua Dezassete (Bairro da Encarnação)
- Rua Dezoito (Bairro da Encarnação)
- Rua do Adeus Português
- Rua do Bojador
- Rua do Cais das Naus
- Rua do Caribe
- Rua do Congo
- Rua do Conselheiro Ferreira do Amaral
- Rua do Conselheiro Lopo Vaz
- Rua do Conselheiro Mariano de Carvalho
- Rua do Conselheiro Teles de Vasconcelos
- Rua do Dondo
- Rua do Fogo de Santelmo
- Rua do Ibo
- Rua do Kuanza
- Rua do Mar da China
- Rua do Mar do Norte
- Rua do Mar Vermelho
- Rua do Mercado
- Rua do Poço Coberto
- Rua do Pólo Norte
- Rua do Pólo Sul
- Rua do Zambeze
- Rua Dois (Bairro da Encarnação)
- Rua Dom Aleixo Corte-Real
- Rua dos Argonautas
- Rua dos Aventureiros
- Rua dos Cruzados
- Rua dos Eucaliptos
- Rua dos Lojistas
- Rua Doze (Bairro da Encarnação)
- Rua Dr. Costa Sacadura
- Rua Dr. José Saraiva
- Rua Dr. Rui Gomes de Oliveira
- Rua Dra Sara Benoliel
- Rua Eurico da Fonseca
- Rua Fernando Bento
- Rua Finisterra
- Rua Francisco Mantero
- Rua Furriel Galrão Nogueira
- Rua Furriel João Nunes Redondo
- Rua Gaivotas em Terra
- Rua General Silva Freire
- Rua Gonçalo Mendes da Maia
- Rua Henrique Medina
- Rua Humberto Madeira
- Rua Ilha dos Amores
- Rua Jaime Mendes
- Rua Jangada de Pedra
- Rua João Cunha Serra
- Rua João de Castro Osório
- Rua João Pinto Ribeiro
- Rua José Campas
- Rua Major Figueiredo Rodrigues
- Rua Mamadu Sissé
- Rua Manuel Mendes
- Rua Mário Botas ao Parque das Nações
- Rua Mário Viegas
- Rua Menina do Mar
- Rua Nova dos Mercadores
- Rua Nove (Bairro da Encarnação)
- Rua Oito (Bairro da Encarnação)
- Rua Onze (Bairro da Encarnação)
- Rua Padre Abel Varzim
- Rua Padre Joaquim Aguiar
- Rua Padre Joaquim Alves Correia
- Rua Palhaço Luciano
- Rua Pedro e Inês
- Rua Quatro (Bairro da Encarnação)
- Rua Quinze (Bairro da Encarnação)
- Rua Sargento Armando Monteiro Ferreira
- Rua Sargento José Paulo dos Santos
- Rua Seis (Bairro da Ecarnanção)
- Rua Sete (Bairro da Encarnação)
- Rua Sinais de Fogo
- Rua Três (Bairro da Encarnação)
- Rua Treze (Bairro da Encarnação)
- Rua Um (Bairro da Encarnação)
- Rua Vasco da Gama Rodrigues
- Rua Vice Almirante Augusto de Castro Guedes
- Rua Victor Cunha Rego
- Rua Vila da Fulacunda
- Rua Vila de Bissorã
- Rua Vila de Bubaque
- Rua Vila de Catió
- Rua Vila de Farim
- Rua Vila de Teixeira Pinto
- Rua Vinte (Bairro da Encarnação)
- Rua Vinte e Cinco (Bairro da Encarnação)
- Rua Vinte e Dois (Bairro da Encarnação)
- Rua Vinte e Nove (Bairro da Encarnação)
- Rua Vinte e Oito (Bairro da Encarnação)
- Rua Vinte e Quatro (Bairro da Encarnação)
- Rua Vinte e Seis (Bairro da Encarnação)
- Rua Vinte e Sete (Bairro da Encarnação)
- Rua Vinte e Três (Bairro da Encarnação)
- Rua Vinte e Um (Bairro da Encarnação)
- Rua 1º Cabo José Martins Silvestre
- Terreiro das Ondas
- Travessa Corto Maltese
- Travessa da Canela
- Travessa da Malagueta
- Travessa das Courelas
- Travessa de Beirolas
- Travessa do Açafrão
- Travessa do Adro (Santa Maria dos Olivais)
- Travessa do Gengibre
- Travessa do Gil
- Travessa do Leal
- Travessa do Poço
- Travessa dos Buracos
- Travessa Robinson Crusoé
- Travessa Sandokan
- Travessa Sinbad, o Marinheiro